# Battleship (película)
Battleship (titulada: Battleship: Batalla naval en Hispanoamérica) es una película dirigida por Peter Berg y lanzada por Universal Pictures. Está protagonizada por Taylor Kitsch, Rihanna, Alexander Skarsgård, Brooklyn Decker y Liam Neeson. Se basa en el juego homónimo de mesa famoso Battleship, distribuida por Hasbro. Fue originalmente pensada para ser lanzada en 2011, pero se aplazó hasta el 11 de abril de 2012.

## Argumento
En 2005, la NASA descubre un planeta extrasolar con condiciones similares a la Tierra, al que denominan Planeta G. En 2006, con la esperanza de encontrar vida inteligente, la NASA, con un proyecto del Dr. Nogrady (Adam Godley) envía una poderosa señal desde el centro de comunicaciones de Sattle Ridge en Hawái, Estados Unidos, potenciada por un satélite llamado Landsat 7 que se encuentra en órbita. 
Por otro lado, Alex Hopper (Taylor Kitsch) se encuentra en un bar local junto a su hermano mayor, Stone Hopper (Alexander Skarsgård), comandante de la marina estadounidense. Una chica rubia le pide al camarero una cerveza y un burrito de pollo, pero la cocina había cerrado. Alex se aproxima y le intenta ayudar a conseguir lo que ella quería. Tras la negativa del mesero, Alex intenta impresionar a la mujer consiguiéndole un burrito de pollo, lo que resulta en Alex irrumpiendo en una tienda de abarrotes solo para ser sorprendido e inmovilizado por la policía con un arma táser. La mujer es Samantha Shane (Brooklyn Decker), hija del almirante Terrence Shane de la Flota del Pacífico de la Armada de los Estados Unidos (Liam Neeson), quien resulta ser el superior de Stone. Al día siguiente, Alex amanece en una tina llena de hielo y adolorido por la descarga eléctrica. Stone, enfurecido por la falta de motivación de su hermano y la posible ruina de su carrera, obliga a Alex a unirse a la marina.
En 2012, Alex es un teniente y oficial de acción táctica a bordo del destructor USS John Paul Jones de la clase Arleigh Burke flight I, mientras que Stone es oficial y comandante del USS Sampson de clase Arleigh Burke flight IIA. Alex está comprometido con Samantha, la hija del almirante Shane. Durante la ceremonia de apertura del RIMPAC, unos ejercicios navales de carácter multinacional, Alex y su equipo se encontraban jugando la final de fútbol del RIMPAC contra Japón, liderado por el capitán Yugi Nagata (Tadanobu Asano). En un encuentro entre ambos, Nagata por error le patea en la cara a Alex al querer alcanzar el balón, lo que crea una disputa entre ambos. Debido a la falta, Alex se hace acreedor a una oportunidad penal. Stone le recomienda a Alex ceder el balón a otro jugador, pero Alex, obstinado, se niega. El equipo pierde ya que la patada de Alex falla en su último intento de triunfo. Después del discurso del almirante, Samantha le consigue un tiempo a solas a Alex con su padre. Alex, nervioso por encarar al almirante, decide ir al baño para prepararse y pedirle permiso al almirante para casarse con su hija. Sin embargo, Nagata, que resulta ser capitán de la Fuerza Marítima de Autodefensa de Japón, entra al mismo baño y ambos se pelean. Después del incidente, Alex es reprendido fuertemente por el almirante Shane por su falta de carácter y se entera por Stone de que será expulsado de la marina al final del RIMPAC, quien también lo reprende cuando Alex intenta llamar a una persona. Mientras tanto, Samantha, ahora una terapeuta física, acompaña a un veterano del ejército, Mick Canales (Gregory D. Gadson) en una caminata por Oahu con el fin de ayudarle a adaptarse a sus piernas ortopédicas.
Mientras, una flota de cinco naves alienígenas, denominadas Regents, llega en respuesta a la señal de la NASA. Varias organizaciones las detectan y se alertan entre sí. Una de las naves choca con un satélite orbital y se estrella en Hong Kong, China, mientras que las otras cuatro se establecen en aguas cercanas a Hawái. El navío comandado por Alex hace el primer avistamiento. Un equipo de reconocimiento liderado por Alex, junto a Cora Raikes (Rihanna) y Bestia (John Tui), se aproxima a lo que parece ser una torre en medio del mar. Alex se aproxima al objeto y recibe una poderosa descarga eléctrica al tocarlo, activando por accidente un enorme campo de fuerza, atrapando a los USS Sampson, USS John Paul Jones y el JDS Myōkō, de la clase Kongō japonesa, dejando el resto de las naves fuera. Tres naves alienígenas emergen del mar y destruyen al Sampson y al Myoko, ante la mirada atónita de Alex. Sólo queda el USS John Paul Jones, parcialmente dañado y con sus comandantes y oficiales muertos. Alex, siendo el oficial de más alto rango, toma el control total de la nave.
Devastado por la muerte de su hermano, decide atacar las naves alienígenas, pero Bestia lo convence de que era mejor rescatar a los supervivientes del Myōkō, entre ellos, el capitán Nagata. Viendo que los humanos no los atacan, los alienígenas envían un ataque a distancia a través de unas ruedas dentadas robóticas, destruyendo así una base militar estadounidense de la marina y parte del puente de la ciudad, impidiendo la salida de las personas en vehículo. Tras una corta depresión, Alex es informado de la captura de un soldado alienígena, al que deciden investigar. Descubren que tiene aspecto humanoide, pero al hacerlo despertar, éste sujeta a Alex por el rostro y le muestra por medio de telepatía lo que han hecho con otros mundos. De repente, un grupo de alienígenas irrumpe en el barco, lo rescata y escapan, dejando a uno de ellos, para exterminar a la tripulación y para destruir la sala de máquinas. Aunque es físicamente más fuerte, el alienígena es derrotado por la tripulación mediante estrategias combinadas. Pese al campo de fuerza establecido por los extraterrestres, que impide localizar las naves por medios convencionales, Nagata revela que sí pueden, utilizando las boyas de alerta de tsunami al identificar los movimientos de las embarcaciones alienígenas cada vez que generan olas, permitiendo así rastrearles sin un radar.
Se pone en práctica la idea de Nagata y con ello logran hundir dos embarcaciones alienígenas. Mientras, Jimmy "Ordy" Ord (Jesse Plemons), investiga el casco del soldado alienígena, descubriendo que el casco es un tipo de supresor de la luz solar con otras funciones, explicándoselo a Alex. Al amanecer, Alex utiliza su nave para atraer a los alienígenas a las costas, con el reflejo de la luz que se filtra por los agujeros de los disparos de Alex y Nagata, logra cegar momentáneamente al enemigo y logra destruir la nave, sin embargo, dos de las ruedas dentadas chocan y destruyen al John Paul Jones, por poco no matando a Nagata y Alex.
Como la nave que chocó en Hong Kong era su nave de comunicaciones, los alienígenas deciden apoderarse de la central de la NASA en el complejo de comunicaciones de Sattle Ridge para así comunicarse con su planeta, luego de asesinar a los policías quienes custodiaban el lugar. Samantha y Mick quienes se encontraban en el lugar, evaden ser detectados por los alienígenas y se unen a Cal Zapata (Hamish Linklater), un científico que se encontraba huyendo de dichas instalaciones, después de que los alienígenas mataran a su colega. Suponiendo una invasión inminente, Samantha se hace de un radio, llama por una frecuencia abierta y alerta a Alex de lo que parecía ser una invasión segura. Alex había planeado destruir la central de la NASA con su nave, pero debido a que el John Paul Jones fue destruido, los sobrevivientes se ven obligados a regresar a la base y utilizar la única embarcación disponible en ese momento: el acorazado USS Missouri. Aun siendo un barco museo, Alex y la tripulación logran reactivar la embarcación, con la ayuda de los veteranos que se dedicaban a la preservación del mismo. Una vez activado el Missouri (con poca munición por razones de exhibición) y encarrilados en batalla, Alex, dispuesto a destruir la base en Hawái, descubre impactado que las torres que generan el domo de energía es en realidad una inmensa nave nodriza. Para destruirla, Alex ordena a Raikes girar todas las torretas a modo de andanada, luego girando hacia la izquierda, ordenando soltar también el ancla del mismo lado. Creyendo que está loco, Nagata le dice que morirán, pero Alex le dice que si, "moriras tu", "moriré yo", "al igual que todos", solo que hoy no será el día. En una increíble maniobra, Alex y la tripulación hacen derrapar el enorme acorazado, esquivando los tres proyectiles alienígenas que les habían disparado y quedando con todos sus cañones apuntando directamente a la nave alienígena. El Missouri abre fuego con todo lo que tiene y logra dañar severamente la nave, pero ésta se recupera logrando disparar más misiles, en lo que los humanos recargaban, dañando al Missouri y destruyendo la torreta trasera. El navío se recupera y logra destruir los cañones enemigos y los paneles que generaban el escudo. Ya sin el escudo, Shane ordena a todos los aviones disponibles en el USS Ronald Reagan (CVN-76) despegar inmediatamente. Alex se dispone a disparar hacia la isla, pero los alienígenas deciden enviar un último ataque con la ayuda de otras tres ruedas dentadas. Como el Missouri ha disparado su última carga, los humanos se quedaron sin una sola oportunidad de ataque, pero antes de que el indefenso acorazado sea destruido, una flota de misiles aire-aire de los Boeing F/A-18 Super Hornet enviados por el almirante Shane, destruyen los restos de la nave y las ruedas dentadas. La base de comunicaciones, ahora de los alienígenas, también es destruida junto con los alienígenas que en ella se encontraban, por el certero disparo del Missouri y por bombas lanzadas de los F-18.
De vuelta a tierra, el personal de la marina junto a Mick, son condecorados y reconocidos debido a los eventos y sus acciones en lo que resultó la derrota de los alienígenas, junto con un reconocimiento a Stone, recibido por Alex. Después de la ceremonia, Alex le pide la mano de su prometida al almirante Shane en matrimonio. Al principio, él se niega, pero luego en son de broma, invita a Alex a discutirlo durante el almuerzo.
Al final de los créditos, una escena en un lugar rural de Escocia, tres niños y un ayudante de mantenimiento abren un objeto del tamaño de un auto que aparentemente cayó del cielo y huyen horrorizados, tras ver cómo la mano de un alienígena sale del objeto.

## Reparto
Se había considerado a Jeremy Renner para el papel de Hopper, pero por conflictivos horarios, el actor eligió protagonizar una película de Paul Thomas Anderson. En abril de 2010 se confirmó que Taylor Kitsch protagonizaría la película como Alex Hopper, La película marca el reencuentro entre las coestrellas Kitsch y Jesse Plemons, que habían trabajado juntos en la serie de Berg, Friday Night Lights. Berg dijo que le encanta trabajar con los amigos y explicó que él sabía lo cómodo que estaba con Kitsch, «Sé que él es realmente bueno como Taylor y él hace mejor de Taylor. Así que escribí la parte entera de Jesse». Y añadió: «Nunca pensé en ello como una reunión de Friday Night Lights. Pensé en la confianza familiar».
Las actrices Teresa Palmer y Rosie Huntington-Whiteley audicionaron para el papel de Sam, pero se le dio a la modelo Brooklyn Decker. Liam Neeson es el almirante Shane, el padre de Sam y el oficial superior de Hopper y Alexander Skarsgård es Stone Hopper. La cantante barbadense Rihanna hace su debut como actriz en la película como Cora Raikes. En una entrevista con GQ, Berg explicó cómo se le ocurrió la idea de integrarla al elenco. Se dio cuenta de que ella podría actuar después de ver su entrevista del 2009 sobre el caso con Chris Brown, en Good Morning America con Diane Sawyer, en el que la encontró inteligente y elocuente, y su aparición en Saturday Night Live. Ella aceptó el papel porque quería hacer algo rudo y también porque no era un papel demasiado grande. Tadanobu Asano también tiene un papel en la película como comandante de un destructor japonés. Gregory D. Gadson, quién nunca había actuado antes, desempeña el papel de un militar sin piernas en recuperación, el teniente coronel Mick Canales. Fue elegido por Berg tras ver una foto suya en la revista National Geographic.

Marineros reales del U.S. Navy fueron extras en varias partes de la película. Los marineros procedían de la Naval Station Mayport, en Jacksonville, Florida. El USS Hue City y Vicksburg fueron dos de las naves que proporcionaron los marineros. 
- Taylor Kitsch como Lt. Alex Hopper, oficial naval asignado al USS John Paul Jones.
- Alexander Skarsgård como Stone Hopper, hermano mayor de Alex, oficial al mando del USS Sampson.
- Brooklyn Decker como Samantha Shane, una fisioterapeuta y novia de Alex Hopper.
- Hamish Linklater como Cal Zapata, un científico del centro de comunicaciones de Sattle Ridge en Hawái.
- Rihanna como Cora Raikes, una suboficial y especialista en armas en el USS John Paul Jones.
- Adam Godley como el Dr. Nogrady, un científico que junto con la NASA, encargó una transmisión al Planeta G.
- Liam Neeson como el Almirante Terrence Shane, jefe de Alex y Stone, padre de Samantha.
- Tadanobu Asano como Capitán Yugi Nagata.
- Peter MacNicol como el Secretario de Defensa.
- Josh Pence como el jefe Moore.
- Stephen Bishop como OOD Taylor.
- Gary Grubbs como jefe de la fuerza aérea del Estado.
- Jesse Plemons como Jimmy "Ordy" Ord.
- Griff Furs como un técnico.
- Marcus Lyle Brown como Comandante.
- John Tui como Cabo "Bestia" Lynch.

## Producción
Cuando el cineasta Peter Berg firmó un contrato para desarrollar y dirigir Battleship para Universal Pictures y Hasbro, el director llevaba a cabo las primeras investigaciones para otra película sobre la Marina de los Estados Unidos. El presidente de Hasbro Brian Goldner y el ejecutivo de la compañía Bennett Schneir estaban dispuestos a colaborar con el director, que no solo había traído al espectáculo a Hancock, el drama de Friday Night Lights y The Kingdom, sino que también albergaba una profunda pasión por todas las cosas náuticas desde la infancia. Berg había forjado una relación fantástica con esta división de las fuerzas armadas, que le sirvió al comienzo de la preproducción. Compartiendo tareas de producción en Battleship está el productor Scott Stuber de Bluegrass Films. Esta aventura de acción representa su segundo proyecto con Berg. Aunque el productor sabía que se trataba de una enorme producción, no estaba intimidado por la idea de garantizar que el público viera una "flota naval completa sin límites". Stuber dijo: «Después de haber trabajado con Peter, sabía que iba a hacer una película sobre un conflicto naval de hoy en día, con autenticidad y emoción».
Berg buscó a los escritores Erich y Jon Hoeber. Los hermanos se sentaron con Berg, en la primavera de 2009, para lanzarse a sí mismos como guionistas del proyecto. Se sintieron atraídos por dar vida a una batalla naval, aunque cambiaron la identidad del juego cuando introdujeron un ataque alienígena. Para preparar el guion, los hermanos pasaron tres días en el mar en el destructor USS Preble. A medida que el guion se iba desarrollado, el equipo encontró una manera para introducir el concepto del juego. A Peter se le ocurrió la idea de que el barco estuviera operando a ciegas, como en el juego.
Para ayudar al elenco a preparar sus roles, Berg trabajó con varios consultores para organizar a los artistas y ayudarlos en lo físico y mental. Parte sobresaliente en la producción fueron los equipos que ayudaron a Rihanna, Decker y Gadson a prepararse para sus intensas escenas de lucha contra los alienígenas. Jacqueline Carrizosa, artillera, ayudó a Rihanna a meterse en el personaje en el set de Battleship. Para asegurarse de que todos los aspectos de la Marina se presentaran con la mayor precisión posible, el capitán Rick Hoffman actuó como el asesor técnico de Peter. El veterano asesoró sobre el diálogo, los detalles de los uniformes y cortes de pelo. Antes de cada una de las escenas principales a bordo del barco, los actores y extras pasaron por un entrenamiento de un día completo que ayudó a los actores para que se acostumbraran a lo que verían en el rodaje y para entender cómo se ven y actúan los marineros.
El presupuesto de $200 millones era para filmar en Gold Coast (Australia) en 2010, pero la productora cambió su decisión dada la falta de incentivos fiscales del gobierno de Australia. El rodaje fue en los Estados Unidos en las islas hawaianas de Maui y Oahu, así como en Sherman Oaks, California, para hacer una de las pocas escenas en un apartamento y en la Playa del Rey, California, donde filmaron una escena de un tiroteo. Battleship también se filmó en Baton Rouge, Luisiana. El equipo filmó muchas imágenes en buques de la Armada de Estados Unidos en el mar, durante un período prolongado de tiempo. Sorprendentemente, la producción tuvo acceso a cinco destructores diferentes. Mientras que el Arizona no jugó un papel en la película, una de sus naves hermanas, el Missouri (ahora un museo flotante llamada "Battleship Missouri Memorial"), sirvió como un lugar clave para la compañía. En una semana a principios de septiembre de 2010, la producción fue tan masiva que la atracción turística, muy popular y concurrida, se cerró cuatro de los siete días en los que se utilizó el barco como escenario. Además del Missouri, la compañía también rodó durante una semana a bordo de un destructor activo de la Armada de los Estados Unidos.

## Banda sonora
Fue revelado que debido a su éxito con la franquicia de Transformers, el compositor Steve Jablonsky fue confirmado para grabar la banda sonora oficial. La banda sonora incluye composiciones originales de Jablonsky y las del guitarrista, Tom Morello. El director Peter Berg declaró oficialmente, «Trabajar con compositores a menudo es una experiencia muy frustrante, porque hablan un idioma diferente y a menudo, se toman dos o tres puestos de trabajo, al mismo tiempo. Son difíciles y pretenciosos y son artistas atormentados. No voy a dar nombres, pero lo son la mayoría de ellos. Un tipo que no es Hans Zimmer, quien enseñó a Steve Jablonsky. Tuvimos un par de reuniones y se me ocurrió esta idea. El día que me reuní con él, había tenido una resonancia magnética en mi cuello, y hacia el sonido realmente aterrador. Yo estaba como, a cabo de tener esta resonancia magnética, y cuando estaba allí, estaba pensando en los extraterrestres, y fue realmente aterrador. 'Y él estaba como, Oh, eso es increíble! Se fue y grabó imágenes de resonancia magnética y la música fue hecha de imágenes de resonancia magnética, y ese es el tema de los extraterrestres en la película. No es un drama, simplemente va y se las trae. El resultado es grande e imponente y aterrador. A veces, es muy simple, acústico, conmovedor y emocional. Es el mejor con el que he trabajado».

| Battleship (Original Motion Picture Soundtrack) |                                            |          |  |
| N.º                                             | Título                                     | Duración |  |
| 1.                                              | «First Transmission»                       | 3:19     |  |
| 2.                                              | «The Art Of War»                           | 4:33     |  |
| 3.                                              | «Full Attack»                              | 3:55     |  |
| 4.                                              | «You're Going To The Navy»                 | 1:04     |  |
| 5.                                              | «The Beacon Project»                       | 5:09     |  |
| 6.                                              | «Objects Make Impact»                      | 4:40     |  |
| 7.                                              | «First Contact, Part I»                    | 1:53     |  |
| 8.                                              | «First Contact, Part II»                   | 2:10     |  |
| 9.                                              | «It's Your Ship Now»                       | 4:05     |  |
| 10.                                             | «Shredders»                                | 4:07     |  |
| 11.                                             | «Regents Are On The Mainland»              | 2:44     |  |
| 12.                                             | «Trying To Communicate»                    | 3:17     |  |
| 13.                                             | «Water Displacement»                       | 2:20     |  |
| 14.                                             | «Buoy Grid Battle»                         | 3:05     |  |
| 15.                                             | «USS John Paul Jones»                      | 2:25     |  |
| 16.                                             | «We Have A Battleship»                     | 2:51     |  |
| 17.                                             | «Somebody's Gonna Kiss The Donkey»         | 4:35     |  |
| 18.                                             | «Super Battle» (Compuesta por Tom Morello) | 1:34     |  |
| 19.                                             | «Thug Fight» (con Tom Morello)             | 3:31     |  |
| 20.                                             | «Battle On Land And Sea»                   | 2:50     |  |
| 21.                                             | «Silver Star»                              | 1:56     |  |
| 22.                                             | «The Aliens»                               | 4:20     |  |
| 23.                                             | «Planet G»                                 | 4:01     |  |
| 24.                                             | «Hopper»                                   | 3:15     |  |

## Recepción

### Estreno
El estreno mundial de la película, tuvo lugar en Tokio el 3 de abril de 2012. El evento contó con la presencia del director Peter Berg, los actores Taylor Kitsch, Brooklyn Decker, Alexander Skarsgård y Rihanna. Más tarde se inició una gira de prensa visitando Madrid y Londres para promocionar la película. El 12 de abril de 2012 se realizó el estreno de la película en Australia, donde los protagonistas participaron de una conferencia de prensa. El 30 de abril en Cartagena como parte de su lanzamiento en Colombia e Hispanoamérica, estuvieron Peter Berg, Taylor Kitsch, Alexander Skarsgård y Brooklyn Decker.

### Recaudación
El primer día, 11 de abril de 2012, la película ganó más de $7.4 millones. La película saltó al número uno en todos los mercados donde se lanzó, excepto Francia, donde sucumbió a una muy popular película francesa local. La película se estrenó en Australia y fue la número uno con una estimación inicial de $1.1 millón en solo un día, por lo que se encuentra al mismo nivel que Iron Man y Thor, dos veces más que John Carter, y tres veces más que Wrath of the Titans. En el sudeste asiático, Battleship dominó la taquilla en Corea, Hong Kong, Malasia, Filipinas, Singapur, Taiwán y Tailandia. En Corea, abrió con $2.8 millones, siendo el tercer estreno más grande de todos los tiempos para una película en idioma inglés. Solo detrás de Transformers: el lado oscuro de la luna y Shrek tercero. También es el mejor estreno de todos los tiempos sin una secuela, en inglés. En Tailandia alcanzó el número uno, con $470 mil dólares, siendo el estreno más grande del 2012 y el segundo más grande de Universal, solo superado por Fast Five. En Japón abrió con un ingreso de $900,000 dólares. En el Reino Unido ganó $ 1.5 millones en su primer día. En Francia abrió con $870,000 incluyendo preestrenos. En Bélgica recaudó $132,000 lo que es el día de estreno más grande del 2012. En su primer día ganó $730,000 millones en España, la mejor actuación del año, y también es el mayor día de estreno del año en Alemania con $900,000 dólares. En sus primeros tres días de estreno ganó un total de $58 millones, recaudando $3.7 millones en el Reino Unido, $1.2 millones en Alemania, con $4.2 millones en Corea y $2.1 millones en España. En China estrenó recaudando $3 millones siendo el mejor día de estreno de Universal, hasta la fecha. En Rusia abrió con $2.1 millones. Hasta el viernes 20 de abril el filme había recaudado más de $79 millones, pero el domingo las ganancias aumentaron a más de 129.7 millones. Hasta la fecha el filme ha recaudado más de 215 millones de dólares.
| País                   | Recaudación |
| ---------------------- | ----------- |
| Alemania               | $9,477,084  |
| Argentina              | $583,829    |
| Australia              | $9,827,697  |
| Austria                | $1,120,725  |
| Bélgica                | $1,408,455  |
| Bolivia                | $842,032    |
| Brasil                 | $1,376,462  |
| Bulgaria               | $171,955    |
| Chile                  | $217,688    |
| China                  | $42,500,000 |
| Colombia               | $439,247    |
| Croacia                | $132,786    |
| Corea del Sur          | $14,552,031 |
| Dinamarca              | $629,098    |
| Ecuador                | $119,718    |
| Egipto                 | $171,587    |
| Emiratos Árabes Unidos | $1,650,998  |
| Eslovaquia             | $84,325     |
| Eslovenia              | $87,518     |
| España                 | $5,460,713  |
| Estados Unidos         | $62,166,000 |
| Filipinas              | $2,828,114  |
| Finlandia              | $251,827    |
| Francia                | $8,918,606  |
| Grecia                 | $601,573    |
| Hong Kong              | $2,484,835  |
| Hungría                | $430,553    |
| India                  | $1,790,632  |
| Turquía                | $6,1371,752 |

| País                | Recaudación |
| ------------------- | ----------- |
| Indonesia           | $3,804,751  |
| Islandia            | $82,394     |
| Israel              | $277,999    |
| Italia              | $5,747,869  |
| Japón               | $17,604,789 |
| Líbano              | $127,596    |
| Malasia             | $6,636,774  |
| México              | $7,800,000  |
| Nigeria             | $17,058     |
| Nueva Zelanda       | $1,201,129  |
| Noruega             | $1,201,129  |
| Países Bajos        | $1,564,494  |
| Perú                | $398,525    |
| Polonia             | $903,188    |
| Portugal            | $554,587    |
| Reino Unido         | $12,208,502 |
| República Checa     | $310,095    |
| Rusia               | $21,923,216 |
| Serbia y Montenegro | $30,875     |
| Singapur            | $4,153,502  |
| Sudáfrica           | $598,874    |
| Suecia              | $1,437,234  |
| Tailandia           | $4,799,596  |
| Taiwán              | $3,400,000  |
| Turquía             | $1,298,907  |
| Ucrania             | $2,007,807  |
| Uruguay             | $16,528     |
| Irlanda             | $175,162    |
| Pakistán            | $834,237    |

### Crítica
En Rusia, la película obtuvo 9 de 10 estrellas por GameScope, el crítico alabó los efectos especiales, el humor y la actitud irónica de los personajes a sus eventos mejorando sus personalidades y haciéndolos más vivos e interesantes. También elogió la sabia manera en que rechazaron lanzarla en 3D eligiendo en su lugar IMAX. Megan Lehmann de The Hollywood Reporter alabó la película diciendo: «Battleship es un espectáculo extravagantemente ruidoso. Aquellos que busquen un film de acción grande y estruendoso encontrarán mucho que degustar aquí, puesto que el director sube el volumen en los choques de militares contra las máquinas y en el heroísmo agita banderas». David Edwards de Daily Mirror dio al filme 3 estrellas de 5 y comentó: «Como la mejor comida basura, Battleship no tiene ningún valor nutricional, pero se digiere rápido. Incluso para una película de su duración, Battleship nunca aburre gracias a unos efectos especiales que harían llorar a Michael Bay».
Critics Cinema calificó Battleship con 2.5 estrellas de 5 y escribió: «Con Peter Berg dirigiendo como Michael Bay lo hizo en Transformers, esta película es un entretenimiento de palomitas espectacular, vistoso y en varios momentos divertido aunque su frenético movimiento de cámara, su patriotismo yanki y su predilección por concatenar escena de acción sin apenas una mínima narrativa lo convierten en un espectáculo particularmente fácil de olvidar».Metacritic ha dado a la película una puntuación de 38/100. Rotten Tomatoes dio a la película una puntuación de 42 basado en las opiniones de 51 críticos, con una calificación de 4.7 sobre 10.

## Elementos del juego de mesa
Algunos de los elementos del juego de mesa Batalla naval se integraron en la película:
- Los misiles de las naves alienígenas tienen la forma de las clavijas del tablero del juego y se atascaban en el barco.
- El campo de fuerza de los extraterrestres corresponde a la barrera entre los oponentes en la versión del juego de mesa.
- Las boyas forman una cuadrícula similar al diseño del juego de mesa.
- Los marineros utilizan el método de acertar o fallar del juego.
- Los alienígenas tienen cinco naves, al igual que el juego.

Además el título del episodio de la popular serie iCarly de la cadena infantil-juvenil Nickelodeon titulado "iBattle Chip" (en español "El Phaser") es una referencia a la película, que había alcanzado gran popularidad cuando se realizó el episodio.

## Fechas de lanzamiento
| País          | Fecha               |
| ------------- | ------------------- |
| Bélgica       | 11 de abril de 2012 |
| Francia       | 11 de abril de 2012 |
| Hong Kong     | 11 de abril de 2012 |
| Indonesia     | 11 de abril de 2012 |
| Irlanda       | 11 de abril de 2012 |
| Noruega       | 11 de abril de 2012 |
| Suecia        | 11 de abril de 2012 |
| Reino Unido   | 11 de abril de 2012 |
| Australia     | 12 de abril de 2012 |
| Dinamarca     | 12 de abril de 2012 |
| Alemania      | 12 de abril de 2012 |
| Malasia       | 12 de abril de 2012 |
| Nueva Zelanda | 12 de abril de 2012 |
| Filipinas     | 12 de abril de 2012 |
| Singapur      | 12 de abril de 2012 |
| Tailandia     | 10 de abril de 2012 |
| Finlandia     | 13 de abril de 2012 |
| India         | 13 de abril de 2012 |
| Islandia      | 13 de abril de 2012 |
| Italia        | 13 de abril de 2012 |
| Japón         | 13 de abril de 2012 |
| España        | 13 de abril de 2012 |
| Vietnam       | 13 de abril de 2012 |
| Hungría       | 18 de abril de 2012 |

| País                 | Fecha               |
| -------------------- | ------------------- |
| República Checa      | 19 de abril de 2012 |
| Grecia               | 19 de abril de 2012 |
| Países Bajos         | 19 de abril de 2012 |
| Portugal             | 19 de abril de 2012 |
| Rusia                | 19 de abril de 2012 |
| Bulgaria             | 20 de abril de 2012 |
| Estonia              | 20 de abril de 2012 |
| Lituania             | 20 de abril de 2012 |
| Polonia              | 20 de abril de 2012 |
| Rumania              | 20 de abril de 2012 |
| Turquía              | 20 de abril de 2012 |
| Bolivia              | 10 de mayo de 2012  |
| Nicaragua            | 10 de mayo de 2012  |
| Argentina            | 10 de mayo de 2012  |
| Chile                | 10 de mayo de 2012  |
| República Dominicana |                     |
| El Salvador          | 11 de mayo de 2012  |
| Brasil               | 11 de mayo de 2012  |
| Colombia             | 11 de mayo de 2012  |
| México               | 11 de mayo de 2012  |
| Puerto Rico          | 17 de mayo de 2012  |
| Aruba                | 17 de mayo de 2012  |
| Canadá               | 18 de mayo de 2012  |
| Paraguay             | 18 de mayo de 2012  |
| Estados Unidos       | 18 de mayo de 2012  |